# Marais de Sacy
Les marais de Sacy sont une zone humide située dans le département de l'Oise, en France. Ils se trouvent au sud-est de la ville de Clermont, et sont considérés comme la zone la plus humide du département.

## Géographie
Les Marais de Sacy se trouvent au sud-est de Clermont, près de Monceaux. Ils recouvrent plus de 1 000 hectares de terre.

## Richesse écologique
Les Marais de Sacy sont connus pour leur vaste richesse écologique. Cependant, depuis quelques années, ils commencent à être en danger à cause de leur assèchement, Ces Marais sont également classés site Natura 2000.

### Faune
- Locustelle luscinioide[2]
- Gorgebleue[2]
- Leucorrhine pectoralis[2]

### Flore
- Laîche de Maire[2]
- Inule à Feuilles de Saule[2]
- Gentiane pneumonanthe[2]
- Epipactis des marais[2]

## Protection et exploitation
Les premiers éléments précis sur l'exploitation des Marais de Sacy remontent au XVIe siècle. C'est à cette époque que commencèrent les opérations d'aménagement hydraulique, qui se poursuivent encore aujourd'hui. Ces opérations comprennent l'extraction de la tourbe, la réalisation de canaux (comme le canal de la Frette) et la mise en place d'ouvrages pour réguler les niveaux d'eau.
Les marais sont protégés par le Conservatoire d'espaces naturels des Hauts-de-France depuis 1999,,.